# Argonaute (Q40)
Argonaute (Q40) byla experimentální ponorka francouzského námořnictva. Ve službě byla v letech 1911–1919.

## Stavba
Ponorku navrhli Émile Bertin a Emmanuel Petithomme. Postavila ji francouzská loděnice Arsenal de Toulon. Její původní jméno Oméga bylo 27. září 1910 změněno na Argonaute. Stavba byla zahájena v lednu 1903. Na vodu byla spuštěna 28. listopadu 1905 a do služby byla přijata v lednu 1911.

## Konstrukce
Ponorka měla jednoplášťový trup. Vyzbrojena byla dvěma příďovými 450mm torpédomety, čtyřmi 450mm torpédy umístěnými na trupu. Celkem tak nesly šest torpéd. Pohonný systém tvořily dva kotle Du Temple a parní stroj s trojnásobnou expanzí o výkonu 350 hp, pohánějící jeden lodní šroub. Pod hladinou ponorku poháněl elektromotor o výkonu 230 hp. Nejvyšší rychlost dosahovala 10,2 uzlu na hladině a šest uzlů pod hladinou. Dosah byl 1076 námořních mil při rychlosti osm uzlů na hladině a 45 námořních mil při rychlosti pět uzlů pod hladinou. Operační hloubka ponoru dosahovala třicet metrů.